# Hokej na lodzie na Zimowych Igrzyskach Olimpijskich 1928
Turniej hokejowy na Zimowych Igrzyskach Olimpijskich 1928 został rozegrany od 11 lutego do 19 lutego 1928 roku.
Rozgrywki zostały podzielone na dwie rundy: eliminacyjną i medalową.
W rundzie eliminacyjnej zespoły zostały podzielone na trzy grupy: A (cztery zespoły), B, C (po trzy zespoły).
W grupach rywalizowano systemem każdy z każdym. Do rundy medalowej awansowały najlepsze drużyny z każdej grupy. Skład rundy medalowej uzupełniła reprezentacja Kanady, która broniła złotego medalu zdobytego na poprzednich igrzyskach.
W rundzie medalowej również rywalizowano systemem każdy z każdym.
Najlepszym strzelcem turnieju został David Trottier z Kanady zdobywca 15 pkt w punktacji kanadyjskiej za 12 bramek i 3 asysty.

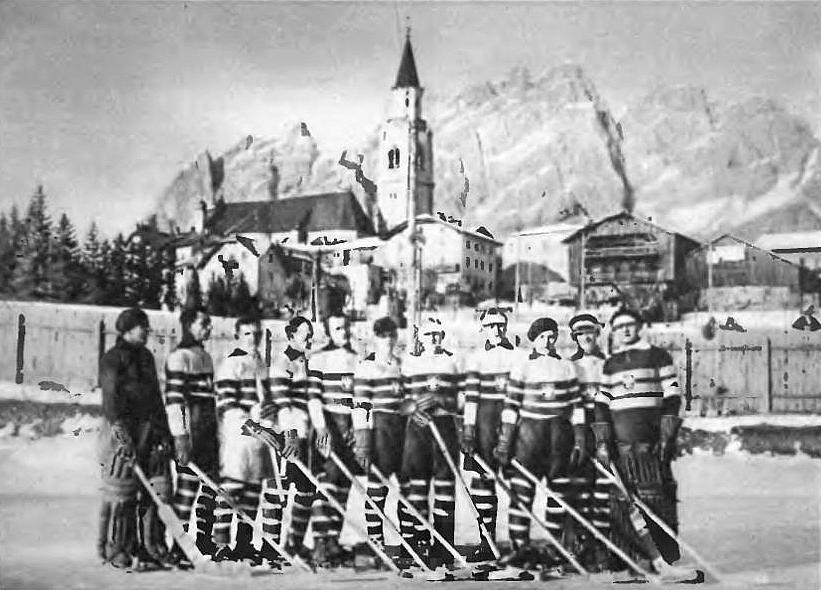
Reprezentacja Polski na ZIO 1928

## Runda pierwsza
Grupa A
| Drużyna         | M | Mecze | Mecze | Mecze | Bramki | Bramki | Bramki | Pkt |
| Drużyna         | M | W     | R     | P     | +      | –      | +/−    | Pkt |
| --------------- | - | ----- | ----- | ----- | ------ | ------ | ------ | --- |
| Wielka Brytania | 3 | 2     | 0     | 1     | 10     | 6      | +4     | 6   |
| Francja         | 3 | 2     | 0     | 1     | 6      | 5      | +1     | 4   |
| Belgia          | 3 | 2     | 0     | 1     | 9      | 10     | −1     | 4   |
| Węgry           | 3 | 0     | 0     | 3     | 2      | 6      | −4     | 0   |

Wyniki
| 11 lutego 1928 | Wielka Brytania | 7:3 | Belgia |  |

|  |  | (3:1, 2:0, 2:2) |

| 11 lutego 1928 | Francja | 2:0 | Węgry |  |

|  |  | (0:0, 2:0, 0:0) |

| 12 lutego 1928 | Francja | 3:2 | Wielka Brytania |  |

|  |  | (0:1, 3:1, 0:0) |

| 12 lutego 1928 | Belgia | 3:2 | Węgry |  |

|  |  | (0:1, 3:1, 0:0) |  | Sędzia główny: Dietrichstein |

| 13 lutego 1928 | Belgia | 3:1 | Francja |  |

|  |  | (2:0, 0:0, 1:1) |

| 15 lutego 1928 | Wielka Brytania | 1:0 | Węgry |  |

|  |  | (1:0, 0:0, 0:0) |

Grupa B
| Drużyna        | M | Mecze | Mecze | Mecze | Bramki | Bramki | Bramki | Pkt |
| Drużyna        | M | W     | R     | P     | +      | –      | +/−    | Pkt |
| -------------- | - | ----- | ----- | ----- | ------ | ------ | ------ | --- |
| Szwecja        | 2 | 1     | 1     | 0     | 5      | 2      | 3      | 3   |
| Czechosłowacja | 2 | 1     | 0     | 1     | 3      | 5      | −2     | 2   |
| Polska         | 2 | 0     | 1     | 1     | 4      | 5      | −1     | 1   |

Wyniki
| 11 lutego 1928 | Szwecja | 3:0 | Czechosłowacja |  |

|  |  | (1:0, 1:0, 1:0) |  | Sędzia główny: Fisher |

| 12 lutego 1928 | Szwecja | 2:2 | Polska |  |

|  |  | (1:0, 1:2, 0:0) |  | Sędzia główny: Porter |

| 13 lutego 1928 | Czechosłowacja | 3:2 | Polska |  |

|  |  | (1:1, 1:1, 1:0) |  | Sędzia główny: Minder |

Grupa C
| Drużyna    | M | Mecze | Mecze | Mecze | Bramki | Bramki | Bramki | Pkt |
| Drużyna    | M | W     | R     | P     | +      | –      | +/−    | Pkt |
| ---------- | - | ----- | ----- | ----- | ------ | ------ | ------ | --- |
| Szwajcaria | 2 | 1     | 1     | 0     | 5      | 4      | −1     | 3   |
| Austria    | 2 | 0     | 2     | 0     | 4      | 4      | 0      | 2   |
| Niemcy     | 2 | 0     | 1     | 1     | 0      | 1      | −1     | 1   |

Wyniki
| 11 lutego 1928 | Szwajcaria | 4:4 | Austria |  |

|  |  | (2:4, 1:0, 1:0) |  | Sędzia główny: Loicq |

| 12 lutego 1928 | Austria | 0:0 | Niemcy |  |

|  |  | (0:0, 0:0, 0:0) |  | Sędzia główny: Poplimont |

| 16 lutego 1928 | Szwajcaria | 1:0 | Niemcy |  |

|  |  | (1:0, 0:0, 0:0) |  | Sędzia główny: Porter |

## Runda finałowa
| Drużyna         | M | Mecze | Mecze | Mecze | Bramki | Bramki | Bramki | Pkt |
| Drużyna         | M | W     | R     | P     | +      | –      | +/−    | Pkt |
| --------------- | - | ----- | ----- | ----- | ------ | ------ | ------ | --- |
| Kanada          | 3 | 3     | 0     | 0     | 38     | 0      | +38    | 6   |
| Szwecja         | 3 | 2     | 0     | 1     | 7      | 12     | −5     | 4   |
| Szwajcaria      | 3 | 1     | 0     | 2     | 4      | 17     | −13    | 2   |
| Wielka Brytania | 3 | 0     | 0     | 3     | 1      | 21     | −20    | 0   |

Wyniki
| 17 lutego 1928 | Kanada | 11:0 | Szwecja |  |

|  |  | (4:0, 4:0, 3:0) |  | Sędzia główny: Loicq |

| 17 lutego 1928 | Szwajcaria | 4:0 | Wielka Brytania |  |

|  |  | (0:0, 2:0, 2:0) |  | Sędzia główny: Platon |

| 18 lutego 1928 | Szwecja | 4:0 | Szwajcaria |  |

|  |  | (1:0, 0:0, 3:0) |  | Sędzia główny: Poplimont |

| 18 lutego 1928 | Kanada | 14:0 | Wielka Brytania |  |

|  |  | (6:0, 4:0, 4:0) |  | Sędzia główny: Bell |

| 19 lutego 1928 | Kanada | 13:0 | Szwajcaria |  |

|  |  | (2:0, 6:0, 5:0) |  | Sędzia główny: Loicq |

| 19 lutego 1928 | Szwecja | 3:1 | Wielka Brytania |  |

|  |  | (2:1, 0:0, 1:0) |  | Sędzia główny: Poplimont |

## Końcowa klasyfikacja
| M  | Państwo         | Zawodnicy |
| -- | --------------- | --- |
| 1  | Kanada          | Charles Delahay, Frank Fisher, Louis Hudson, Norbert Mueller, Herbert Plaxton, Hugh Plaxton, Roger Plaxton, John Porter, Frank Sullivan, Joseph Sullivan, Ross Taylor, David Trottier                               |
| 2  | Szwecja         | Carl Abrahamsson, Emil Bergman, Birger Holmqvist, Gustaf Johansson, Henry Johansson, Nils Johansson, Ernst Karlberg, Erik Larsson, Bertil Linde, Sigfrid Öberg, Wilhelm Petersen, Kurt Sucksdorff                   |
| 3  | Szwajcaria      | Giannin Adreossi, Mezzi Andreossi, Robert Breiter, Louis Dufour, Charles Fasel, Albert Geromini, Fritz Kraatz, Arnold Martignoni, Heini Meng, Anton Morosani, Luzius Rüedi, Bibi Torriani                           |
| 4  | Wielka Brytania | Blaine Sexton, Eric Carruthiers, Cuthbert Cuthbert, Frederick Melland, Victor Tait, Charles Wylde, Colin Carruthers, William Speechley, Harold Greenwood, Wilbert Hurst-Brown, John Rogers, Bernard Fawcett         |
| –  | –               | – |
| NS | Polska          | Józef Stogowski, Edmund Czaplicki, Aleksander Kowalski, Lucjan Kulej, Kazimierz Żebrowski, Tadeusz Adamowski, Włodzimierz Krygier, Aleksander Tupalski, Karol Szenajch, Aleksander Słuczanowski, Stanisław Pastecki |

NS – nie sklasyfikowany